# The New Paul and Virginia
The New Paul and Virginia, or Positivism on an Island è un romanzo satirico distopico scritto da William Hurrell Mallock e pubblicato per la prima volta nel 1878. Si tratta di un rifacimento di Paolo e Virginia, pubblicato quasi un secolo prima (1788) da Jacques-Henri Bernardin de Saint-Pierre, che aveva goduto di un successo vasto e continuo. Il libro non è mai stato tradotto in italiano.

## Trama
L'Australasian è un transatlantico di lusso che viaggia da Melbourne a Londra. A bordo, due singolari viaggiatori attirano l'attenzione generale: si tratta di un uomo, Paul Darnley, e di una donna, Virginia St. John. Il primo è un celebre professore, assertore di teorie positiviste, materialiste e atee; la seconda è una donna celebre per la sua bellezza. Paul tiene alcune conferenze sulla nave, ma questa incappa in un uragano; salvatisi tutti senza conseguenze, un'esplosione improvvisa distrugge la nave con tutti i passeggeri a bordo. Ma il caso ha voluto che Paul e Virginia si trovassero a bordo del cutter, già ben rifornito e non ancora svuotato. I due finiscono su un'isola deserta, di cui nulla sanno, e si installano in una provvidenziale casetta trovata nei pressi della costa.
La certezza di essere soli in un mondo deserto convince Paul che sia possibile porre i fondamenti di una società basata sull'assenza di superstizioni e sulla ricerca della pura verità scientifica. Quello che non dice è di essere sposato a una donna che crede tenacemente nell'inferno. Dal canto suo, Virginia dice invece di essere sposata a un vescovo e che lo doveva raggiungere; in compenso lei crede incrollabilmente nel paradiso e ciò è visto dal compagno come bestemmia e sciocca credulità. I due si perdono in discussioni e la donna è seccata che Paul non si accorga delle sue toilettes, fortunatamente salve perché il suo bagaglio era a bordo del cutter.
Pochi giorni dopo appare un altro passeggero dell'Australasian: un curato giovane. Paul lo indottrina e vuole convincerlo che mai ha avuto fede. Il curato, che ha messo gli occhi su Virginia, si presta al gioco, ma appare anche una vecchia signora, altra passeggera della nave, quasi allo stremo delle forze e in cerca del proprio figlio discolo e guastato dal vizio. Subito Paul le annuncia che il ragazzo è vivo nel ricordo di tutti, benché lui l'abbia visto affogare preda di uno squalo. Mentre Paul e il curato discutono, la poveretta muore. Quanto al curato, ormai convinto di cercare la felicità, tenta sempre di baciare Virginia. Paul glielo impedisce, non per prendere lui questo piacere, ma perché "l'esistenza non può essere perfetta finché un terzo dell'Umanità fa di sé una bestia". Allora il giovane curato si mette a stravolgere ogni asserzione di Paul e decide di essere felice ubriacandosi. Ben presto il poveretto cade in un crepaccio e muore.
Nuovamente solo con Virginia, Paul cerca di imporre un modello di felicità perfetta basata sull'altruismo e la ricerca del bene dell'altro, ma le sue soluzioni sono pesanti per Virginia, la quale inoltre non ha successo con la bellezza, l'eleganza e la seduttività di cui è dotata. In tanta noia, arriva una creatura simile a una scimmia, con un collare d'argento al collo. Paul esulta e dichiara che si tratta dell'anello mancante tra l'uomo e la sua ascendenza evolutiva. Si getta a cercare l'animale e trova solo parassiti. Invece Virginia confessa di desiderare una scimmietta e di averla chiesta in regalo al marito. Ciò allontana Paul più che mai: non si può concepire tanto egoismo. Mentre lui è lontano, Virginia fruga tra le sue carte e scopre che un tempo Paul era un sacerdote. Quando può dirglielo, sorgono nuovi conflitti.
A liberare la povera signora dalle infeconde ciance di Paul è l'improvvisa comparsa di un uomo e una donna, entrambi sulla cinquantina. Essi sono il marito di Virginia e la moglie di Paul. Con loro è la scimmietta dal collare d'argento. Paul esulta per il ritrovamento dell'anello mancante, ma la moglie lo redarguisce dicendogli che la bestiola altri non è che quella promessa dal vescovo a Virginia e c'è il nome sul collare. Mentre Paul si dispera e grida di credere ormai nell'inferno, Virginia si getta nelle braccia del marito e dichiara che ha trovato il paradiso.

## La parte conclusiva dell'opera
L'autore non fornisce spiegazioni sulla comparsa dei coniugi dei protagonisti e interrompe bruscamente il romanzo. Fa poi seguire una lunga serie di Notes, citazioni di frasi e paragrafi di John Tyndall, Thomas Henry Huxley, Harriet Martineau, Frederick Harrison, William Kingdon Clifford.

## Edizioni
- The New Paul and Virginia, or Positivism on an Island. Londra: Chatto & Windus, 1878.